# Бистра (Врхника)
Бистра (словен. Bistra) је насељено место у општини Врхника, Средњесловенска регија, Словенија.

## Историја
До територијалне реорганизације у Словенији била је у саставу старе општине Врхника.

## Становништво
У попису становништва из 2011. године, Бистра је имала 46 становника.
| Број становника према пописима | Број становника према пописима | Број становника према пописима |
| ------------------------------ | ------------------------------ | ------------------------------ |
| 1991                           | 2002                           | 2011                           |
| 32                             | 44                             | 46                             |

## Галерија
- манастир
- извор реке Љубљанице
- парк
- статуа Св. Хуберта
- експонат Техничког музеја